# Nasser See
Der Nasse See ist ein kleiner See ohne Zu- und Abfluss in der Gemarkung von Lohne, einem Stadtteil von Fritzlar im nordhessischen Schwalm-Eder-Kreis. Er war bis November 2015 als Naturdenkmal „Nasser See (Biotop 01.174)“ ausgewiesen und geschützt.

## Geographische Lage
Er befindet sich etwa 1 km westlich der Bundesstraße 450 von Fritzlar nach Wolfhagen und rund 1,75 km nordwestlich des Ortszentrums von Lohne auf etwa 370 m Höhe südwestlich des Gipfels des Vorderbergs (393 m), dem südöstlichen Gipfel des bewaldeten Basaltkegels Lohner Holz. Ein Wirtschafts- und Wanderweg führt 50 m östlich vorbei, und eine Schutzhütte steht am Wanderweg rund 100 m südöstlich des Sees. Die den Vorderberg im Südosten, Osten und Nordosten umringenden Katerklippen, als Naturdenkmal ausgewiesene markante Felsklippen, befinden sich etwa 500 m östlich auf 340–350 m über NHN.

## Geomorphologie und Biologie
Der auch in besten Zeiten nur etwa 40 m × 30 m große See verdankt seine Existenz der Geomorphologie am Südwesthang des Vorderbergs. Die Kluftigkeit des Basalts auf dem Lohner Holz verursacht ein recht schnelles Versickern von Niederschlag, so dass sich keine Fließgewässer bilden konnten. In Bereichen mit höherem Tuffanteil versickert Niederschlagswasser infolge der fehlenden Klüftung weniger rasch und wo es an der Basis der Basaltlagerstätte auf Sedimente aus Sand, Schluff und örtlich auch Ton mit vergleichsweise geringer Permeabilität trifft, kommt es bei geringer Abraumüberdeckung zur Bildung von Staunässe, die sich als Sumpf oder wie hier als See manifestiert. 
Der See und das ihn umgebende Feuchtgebiet dienen als Brut- und Laichgewässer für Amphibien und Libellen und indirekt somit auch als Nahrungsquelle für Vögel. Aus diesen Gründen war der See bis November 2015 vom Schwalm-Eder-Kreis als Flächenhaftes Naturdenkmal Nr. 634.106 ausgewiesen und geschützt, zum Biotop 04.440 „Tümpel und Bruchwald im Lohner Holz“ gehörig.

## Basaltabbau bedroht das Naturdenkmal
Etwa 150 m westlich des Sees verläuft heute die östliche Abbruchkante eines großen Basaltsteinbruchs, der Basalttagebau Fritzlar-Lohne, der südwestlich des Sees eine gegenwärtige Ausdehnung von 800 m in Nord-Süd-Richtung und bis zu 200 m in Ost-West-Richtung aufweist. Betreiber ist die Stormarnwerk Frielendorf GmbH & Co. KG, die eine erhebliche Erweiterung des Abbaugebiets nach Norden und Osten plant. Da der See innerhalb der vorgesehenen Abbauphase 5 liegt, beantragte die Firma die Befreiung vom Verbot der Beseitigung des Naturdenkmals „Nasser See (Biotop 01.174)“ und erhielt dazu am 13. November 2015 die Genehmigung von der Unteren Naturschutzbehörde des Schwalm-Eder-Kreises.
Zur Begründung wird u. a. angegeben, dass sich im tiefsten Bereich des Steinbruchs (ca. 324 m über NHN nach Verfüllung) voraussichtlich ein dauerhaft wasserführender See bilden werde, womit der Verlust des „Nassen Sees“ funktional ausgeglichen werde, bevor dieser in der Abbauphase 5 verschwinde. Schon heute lasse sich der Staueffekt des Gesteins unter dem Basalt in der Sohle des Tagebaus beobachten, wo sich – abhängig von Jahreszeit und Niederschlag – offene Wasserflächen ausbilden, die aus betrieblichen Gründen abgepumpt werden müssen.